# Zureta Vol. 2
Zureta Vol.2 é o quarto álbum de música infantil do cantor Zeca Baleiro. O álbum foi lançado em dezembro de 2018 com o selo Saravá Discos e com distribuição digital da ONErpm, contendo 18 faixas, sendo cinco músicas previamente reunidas no EP Zureta, mais 13 composições (todas inéditas).

## Faixas
01. “Papai e Mamãe”

02. “O Zé”

03. “O que é isso que vocês chamam de paciência?” (part. Vanessa Bumagny)

04. “Matemática”

05. “O que tem no fim”

06. “Coitado do Lobo Mau” (part. Edson Montenegro)

07. “Pelada”

08. “Blécate” (part. Claudia Missura)

09. “O Esquimó”

10. “A Filha do Ogro” (part. Hélio Ziskind)

11. “Aquecimento vocal do cantor de ópera”

12. “A Cáfila do Califa”

13. “A Bruxa xingou o Paxá” (part. Tiago Araripe)

14. “Que Pum!”

15. “Briga #1” (part. Verônica Sabino)

16. “Parlenda do Rio”

17. “Briga #2 (part. Vange Milliet)

18. “Sol com Chuva” (part. Hugo Hori, Marcos Bowie, Tata Fernandes e Vange Milliet)